# Харди, Хейвуд
Хейвуд Харди, устар. Гарди (англ. Heywood Hardy; 25 ноября 1842, Чичестер — 1933, Уэст-Суссекс) — английский художник и график.

## Жизнь и творчество
Харди был младшим сыном художника-пейзажиста Джеймса Харди (1801—1879). Старший брат Хейвуда, Джеймс Харди-младший (1832—1889), был художником-анималистом. Первоначально Хейвуд работал также исключительно как анималист. 
В 1864 году он приехал в Париж и поступил там в Школу изящных искусств (École nationale supérieure des beaux-arts de Paris). Вернулся в Англию в 1868 году, пробыв перед этим некоторое время в Антверпене. С 1870 года художник жил и работал в Лондоне, деля художественную мастерскую с Брайтоном Ривьером. 
На исходе викторианской эпохи снискал известность своими полотнами, изображающими животных и охотничьи сцены. Выполнял многочисленные заказы, поступавшие от землевладельцев и провинциальной аристократии. Большой популярностью пользовались также созданные Харди гравюры с изображениями животных и пейзажей. Известен также как великолепный портретист и мастер жанровой живописи. 
Работал как иллюстратор (Illustrated London News, Graphic Magazine). Полотна художника выставлялись в Королевской академии художеств. В 1909 году Харди переехал в графство Уэст-Суссекс. В 1922 году он создал здесь серию полотен, посвящённую библейской тематике, действие в которых как бы перенесено на местную, английскую почву.
Харди был членом Королевского общества художников-графиков, Королевского института живописи, Королевского общества художников-портретистов и Королевского общества акварелистов.

## Живопись животных
В 1870 году Харди переехал в Сент-Джонс-Вуд в Лондоне и зарекомендовал себя как художник-анималист. В 1873 году «Таймс» прокомментировал его картину сражающихся львов, выставленную в Королевской академии:"… мы не помним такого смелого и решительного рисунка диких животных, написанного рукой англичанина. Картина сразу же поднимает артистический ранг художника".
Харди прибыл в Египт в 1873 году, чтобы нарисовать дикую природу. В Лондоне он изучал сравнительную анатомию животных и птиц с профессором Альфредом Генри Гарродом, главой научного отдела Лондонского зоопарка. Он также сделал иллюстрации к исследованиям Гаррода о походке лошади.

## Лошади и конные портреты
Лошади и верховая езда были предметом изображения большей части поздних работ Харди. Картины верховой езды на берегу моря и всадников в обстановке XVIII века — одни из самых популярных его изображений. Харди рисовал картины для победителей скачек «Grand National». Одно из известных его изображений — портрет леди Иды Ситуэлл.
В 1909 году Хейвуд Харди вернулся жить в Сассекс, в Ист-Престон, в нескольких минутах ходьбы от пляжа. Его последними картинами были запрестольные образы церкви Святой Марии XIII века в Климпинге и церкви Святого Луки в Королевской больнице Хаслара в Госпорте.

## Семья и музыка
Отец Хейвуда был музыкантом. Хейвуд играл на цитре, мандолине и английской гитаре. Он часто участвовал в музыкальных вечерах как певец и музыкант.
В 1868 году Харди женился на Мэри Бичи, дочери контр-адмирала Фредерика Уильяма Бичи, президента Королевского географического общества. В семье Мэри было несколько художников. Две из четырех дочерей Харди были художницами. Его старшая дочь Нина выставила в Королевской академии 15 картин, в основном это были портреты женщин и детей. А Мейбл Харди, которую всегда называли «Белди», смесь «Ma bel» и «Har dy», была художницей и музыкантом, получившей первую премию за обучение в Парижской консерватории. Белди вышла замуж за Чарльза Ормонда Моэма, старшего брата писателя Сомерсета Моэма и партнера семейной юридической фирмы в Париже. Дочь Белди, Дафна Моэм Казорати, и ее внук, Франческо Казорати, были художниками.

## Примеры работ

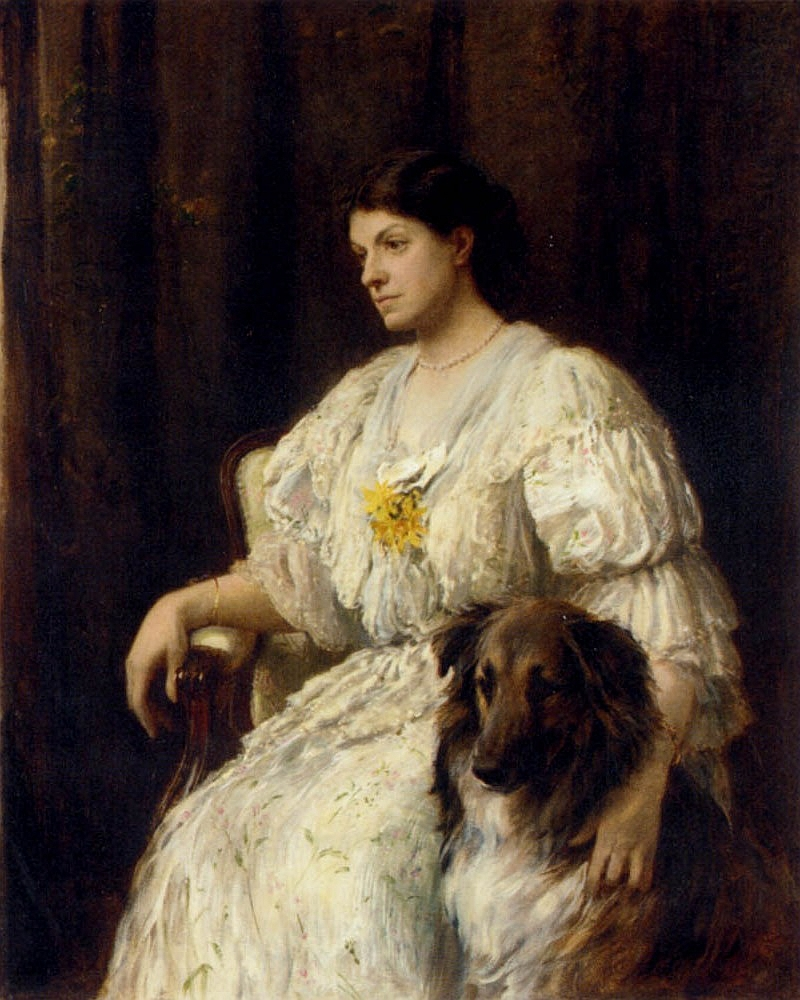
Портрет леди с её колли
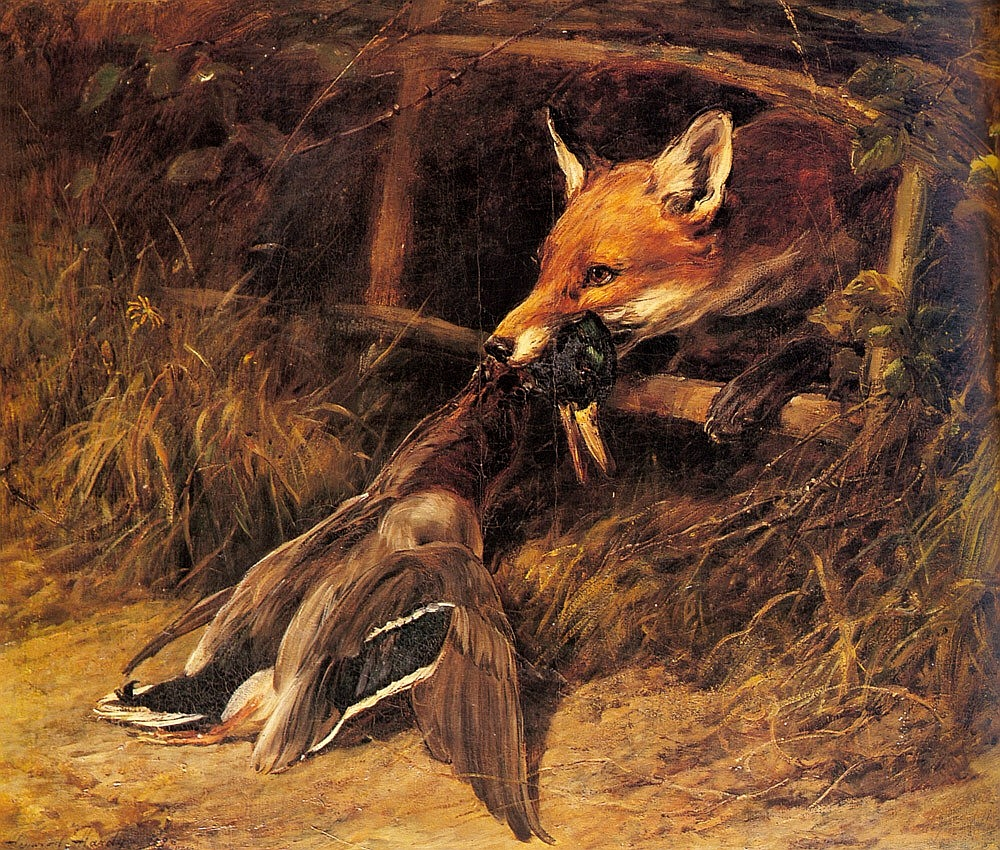
Возвращение лисицы (1896)
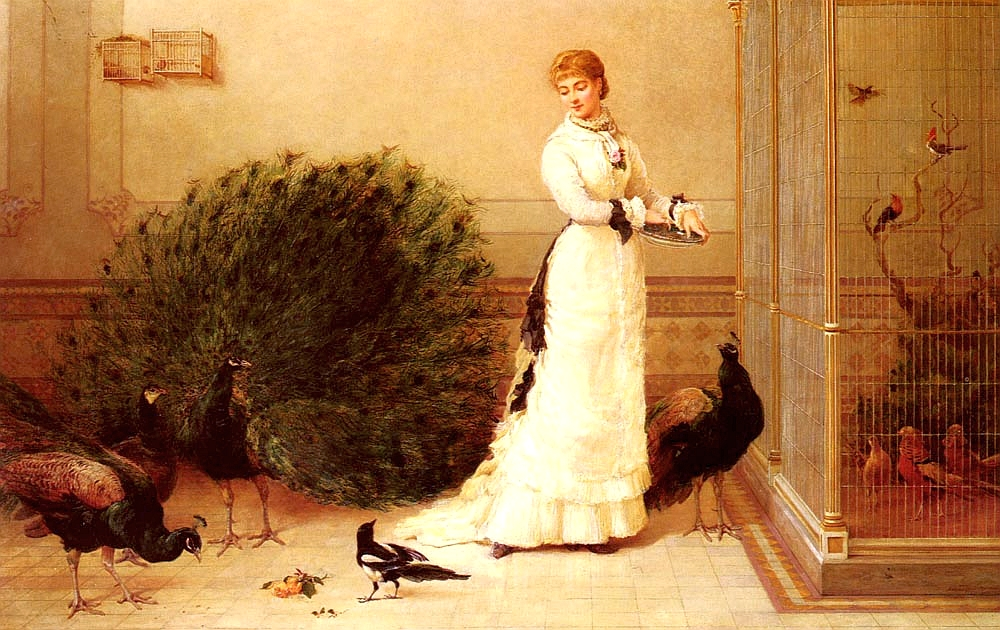
Птичий домик (1877)
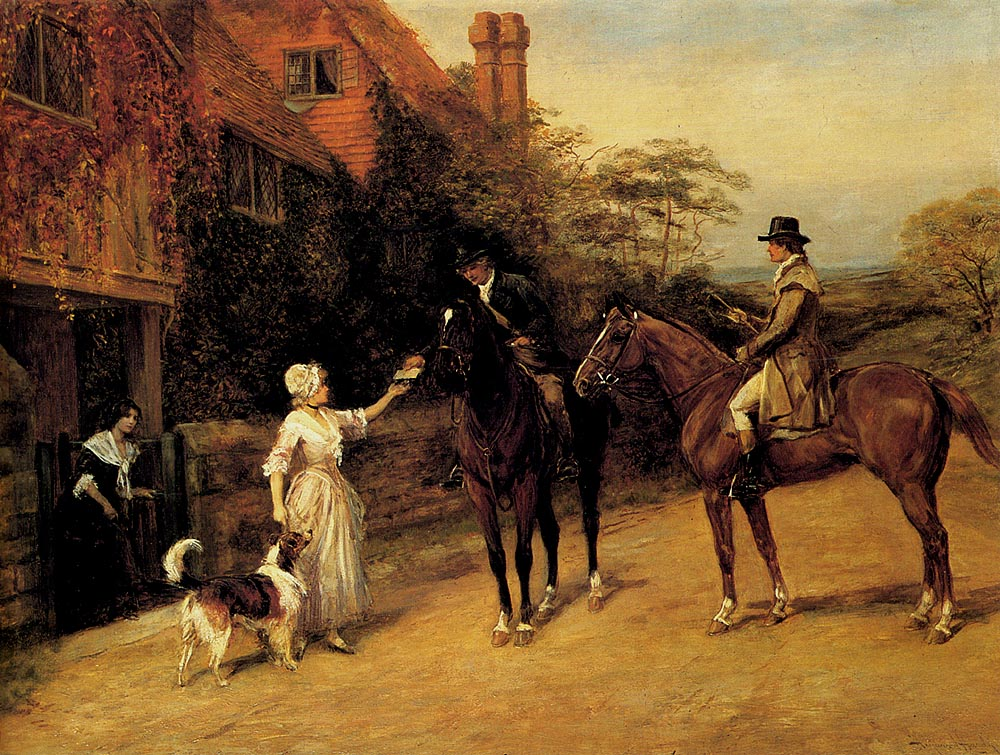
Долгожданное письмо
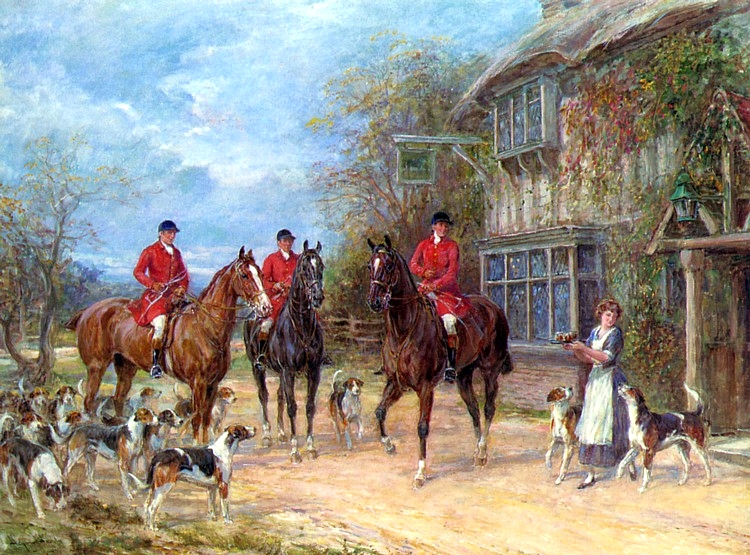
Остановка у трактира